# Notre-Dame-des-Millières
Notre-Dame-des-Millières és un municipi francès situat al departament de la Savoia i a la regió d'Alvèrnia-Roine-Alps. L'any 2007 tenia 897 habitants.

## Demografia

### Població
El 2007 la població de fet de Notre-Dame-des-Millières era de 897 persones. Hi havia 377 famílies de les quals 124 eren unipersonals (76 homes vivint sols i 48 dones vivint soles), 92 parelles sense fills, 125 parelles amb fills i 36 famílies monoparentals amb fills.
La població ha evolucionat segons el següent gràfic:
Habitants censats

### Habitatges
El 2007 hi havia 458 habitatges, 378 eren l'habitatge principal de la família, 64 eren segones residències i 16 estaven desocupats. 371 eren cases i 77 eren apartaments. Dels 378 habitatges principals, 271 estaven ocupats pels seus propietaris, 95 estaven llogats i ocupats pels llogaters i 12 estaven cedits a títol gratuït; 7 tenien una cambra, 37 en tenien dues, 62 en tenien tres, 99 en tenien quatre i 173 en tenien cinc o més. 311 habitatges disposaven pel capbaix d'una plaça de pàrquing. A 175 habitatges hi havia un automòbil i a 173 n'hi havia dos o més.

### Piràmide de població
La piràmide de població per edats i sexe el 2009 era:
| Homes | Edats   | Dones |
| ----- | ------- | ----- |
| 0     | 95 o +  | 4     |
| 0     | 90 a 94 | 0     |
| 4     | 85 a 89 | 4     |
| 12    | 80 a 84 | 4     |
| 4     | 75 a 79 | 20    |
| 16    | 70 a 74 | 12    |
| 24    | 65 a 69 | 28    |
| 24    | 60 a 64 | 4     |
| 4     | 55 a 59 | 24    |
| 36    | 50 a 54 | 28    |
| 36    | 45 a 49 | 28    |
| 52    | 40 a 44 | 48    |
| 24    | 35 a 39 | 40    |
| 28    | 30 a 34 | 16    |
| 28    | 25 a 29 | 16    |
| 24    | 20 a 24 | 28    |
| 32    | 15 a 19 | 16    |
| 32    | 10 a 14 | 36    |
| 28    | 5 a 9   | 28    |
| 16    | 0 a 4   | 16    |

## Economia
El 2007 la població en edat de treballar era de 607 persones, 451 eren actives i 156 eren inactives. De les 451 persones actives 424 estaven ocupades (240 homes i 184 dones) i 27 estaven aturades (5 homes i 22 dones). De les 156 persones inactives 56 estaven jubilades, 42 estaven estudiant i 58 estaven classificades com a «altres inactius».

### Ingressos
El 2009 a Notre-Dame-des-Millières hi havia 355 unitats fiscals que integraven 882 persones, la mediana anual d'ingressos fiscals per persona era de 19.291 €.

### Activitats econòmiques
Dels 36  establiments que hi havia el 2007, 1 era d'una empresa alimentària, 3 d'empreses de fabricació d'altres productes industrials, 11 d'empreses de construcció, 10 d'empreses de comerç i reparació d'automòbils, 2 d'empreses de transport, 1 d'una empresa financera, 4 d'empreses de serveis, 1 d'una entitat de l'administració pública i 3 d'empreses classificades com a «altres activitats de serveis».
Dels 11 establiments de servei als particulars que hi havia el 2009, 1 era un paleta, 3 guixaires pintors, 2 fusteries, 1 lampisteria, 3 electricistes i 1 agència immobiliària.
L'únic establiment comercial que hi havia el 2009 era una fleca.
L'any 2000 a Notre-Dame-des-Millières hi havia 27 explotacions agrícoles que ocupaven un total de 85 hectàrees.

## Equipaments sanitaris i escolars
El 2009 hi havia una escola elemental.

## Poblacions més properes
El següent diagrama mostra les poblacions més properes.